# Ben Naparstek
Ben Naparstek (Melbourne, Austrália, 1986) é um escritor australiano.
Formado em artes e direito na Universidade de Melbourne, na Austrália, colaborou para diversos veículos, escrevendo geralmente sobre literatura. Fez mestrado na Johns Hopkins University, em Baltimore, nos Estados Unidos.

## Obra
- Encontro com 40 grandes autores (2009)